# علی‌محمد قاضی عسگر
علی‌محمد قاضی عسگر (زادهٔ ۱۲۷۰ – درگذشتهٔ ۱ مرداد ۱۳۴۳ ه‍.خ) خواننده، مدرس آواز ایرانی و از هنرمندان مکتب آواز اصفهان، اهل ایران بود.

## زندگی‌نامه
علی‌محمد قاضی عسگر، معروف به سید قاضی عسگر، حدود سال ۱۲۷۰ ه‍.ش در اصفهان متولد شد. پدرش سید زین العابدین از ملاکان خوشنام اصفهان و از خاندان قاضی عسگر بود. «سید محمد» که در دورهٔ صفویه، مقام «قاضی عسکر» داشت، از اجداد آن‌ها بود و به همین سبب خانواده‌اش به این نام شناخته شدند. علی‌محمد قاضی عسگر آواز را از سید عبدالرحیم اصفهانی و میرزا حبیب اصفهانی (حبیب شاطر حاجی) فرا گرفت. او آواز را با روضه‌خوانی در مراسم‌های مذهبی و به عنوانِ روحانی آغاز کرد. قاضی عسگر صدایی پرقدرت داشت به‌طوری که می‌گفتند: «وقتی در کوه صفه می‌خوانده، اشعار آوازش را در سی‌وسه‌پل می‌نوشتند.» او در جوانی به افسردگی و بیماری دچار شد اما پس از مدتی با حمایت خانواده‌اش بهبود یافت. وی پس از بهبودی، دیگر در مجالس مذهبی حاضر نشد و لباس روحانیت را کنار گذاشت. قاضی عسگر در این زمان شغل عطاری را برگزید و هم‌زمان با ادارهٔ دخانیات اصفهان به عنوان کارشناس ارزیاب همکاری خود را آغاز کرد.
در نوروز سال ۱۳۲۹، ابوالحسن صبا در سفری که به اصفهان داشت با او ملاقات کرد. صبا در این مجلس نواختن ویلن را آغاز کرد و علی‌محمد قاضی عسگر به آواز مشغول شد. قاضی عسگر چندبار به قصد پایان آواز فرود آمد اما صبا که اشتیاق شنیدن داشت، باز هم نواخت. در پایان ابوالحسن صبا در حالی‌که اشک بر چشمانش نشسته بود رو به حاضرین می‌گوید:
«انگار تا به امروز من آواز نشنیده بودم. این آواز یعنی مکتب صحیح اصفهان. در جاهای دیگر ادای خواندن را درمی‌آورند»
این اثر به‌وسیلهٔ دستگاه ضبط نوار ریل ثبت و ضبط شده‌است. قاضی عسگر همواره از استادان خود به نیکی و احترام یاد می‌کرده‌است. او در مورد حبیب شاطر حاجی گفته بود: «آوازش مرغ را از طیران و آب را از جریان بازمی‌داشت.» وی در سال ۱۳۳۹ به دعوت سید حسین مرندی (رئیس وقت رادیو اصفهان) با این سازمان به همکاری پرداخت و در کلاسِ آوازی که در رادیو برای او آماده کرده بودند به آموزش هنرجویان مشغول شد. این همکاری به دلیل ضعف جسمی و کهولت سن پس از چند ماه متوقف شد.
از جمله شاگردان علی‌محمد قاضی عسگر می‌توان به هنرمندانی همچون جلیل شهناز، حسین عمومی، حسن کسائی، هوشنگ بهشتی و سید رضا طباطبایی اشاره کرد. او ۸ فرزند (۴ پسر و ۴ دختر) داشت که یکی از آنان با نام سید حسین حنجره به آوازخوانی مشغول شد.
علی‌محمد قاضی عسگر در مرداد ۱۳۴۳ ه‍.ش درگذشت و در تکیهٔ مقدس تخت فولاد اصفهان به خاک سپرده شد.